# Épisodes de Fabien Cosma
Cet article présente la liste documentée des épisodes de la série télévisée Fabien Cosma.

## Épisode 4:Petit Maxime
Fabien Cosma effectue un nouveau remplacement. Il reçoit une maman et son bébé, qui souffre du Syndrome du bébé secoué. Il est envoyé à l'hôpital. Cosma effectue un sondage approfondi au fil des jours, et apprend que la maman ne souhaitait pas ce bébé. La maman se plaint du fait que son petit Maxime pleure toutes les nuits, et le secoue pour le calmer. Cosma finit par trouver l'origine des pleurs de Maxime:un jour, sa maman a manqué de le laisser tomber et l'a rattrapé par le bras, lui cassant son poignet. N'étant pas soigné, il a pleuré pour exprimer sa douleur.

## Épisode 7:D'un battement de cils
Lors d'un nouveau remplacement, le docteur Fabien Cosma est
confronté à un cas très lourd : Daniel Pouget, victime il y a quelques
années d'un accident vasculaire cérébral, est resté paralysé et
muet ("locked-in-syndrome"). Il communique grâce à des
battements de cils. Anne, sa femme, s'occupe de lui avec
dévouement et amour et assume seule les soins quotidiens du
malade. Mais c'est une tâche au-dessus de ses forces. Anne
dépérit à vue d'oeil et est sujette à d'inquiétants malaises... Daniel
s'inquiète pour sa femme et s'en ouvre à Cosma. Il parle même
de mettre fin à ses jours pour soulager son épouse. Touché par
le destin de ce couple et par la force de leur amour, Fabien décide

## Épisode 8:Bobo Léo
Léo, 6 ans, souffre des reins. Pourtant, il ne se plaint pas, ne pleure
pas... car il est atteint d'atonie psychomotrice. Cette maladie
terrible écrase le petit garçon, le rendant inerte devant la
souffrance. Il faut toute la perspicacité de Fabien Cosma pour
déceler le mal, le faire admettre à sa famille, au corps médical... et
obtenir que Léo soit hospitalisé pour soigner ses reins. Mais la
confiance qu'il a su établir avec Léo ne tient qu'à une condition : le
petit garçon ne doit plus souffrir. Or, à l'hôpital, certains considèrent

## Épisode 9:Compte à rebours
Léo, 6 ans, souffre des reins. Pourtant, il ne se plaint pas, ne pleure
pas... car il est atteint d'atonie psychomotrice. Cette maladie
terrible écrase le petit garçon, le rendant inerte devant la
souffrance. Il faut toute la perspicacité de Fabien Cosma pour

## Épisode 14:Grain de sable
Sébastien, 30 ans, subit de plein fouet la crise de l'emploi.
Sans ressources suffisantes, il a élu domicile, avec sa femme
Émilie et son fils Jules, chez ses parents, les Baudrier. La
cohabitation entre sa femme et sa mère se passe mal, l'ambiance